# 알타이 전차
알타이 전차(Altay)는 튀르키예 육군이 채용한 차기 전차이다. 한국의 K2 전차를 기반으로 개발 중인 차세대 전차.

## 개발
2007년 대한민국에서 현대 로템이 개발한 K2 흑표 전차는 우수한 전차였다. 튀르키예는 주변 강대국에 둘러싸인 반도국가로서
강력한 육군력의 중심에 세울 주력 전차가 필수적이었다. 알타이 전차는 흑표 전차와 많은 면에서 유사했는데 주포와 외형도 비슷했고
체급은 알타이 전차가 보기륜 한쌍이 더 많아 흑표 전차보다 약간 더 크다.
- T-14 아르마타,  러시아, 무게 48 미터톤, 승무원 3명
- M1 에이브럼스,  미국, 무게 54 미터톤, 승무원 4명
- K2 흑표,  대한민국, 무게 55 미터톤, 승무원 3명
- M1A2 SEPv2,  미국, 무게 64.6 미터톤, 승무원 4명
- 알타이 전차,  튀르키예, 무게 65 미터톤, 승무원 4명

## 판매
알타이 전차 250대의 배치를 위해 20억달러(2조원)로 추정되는 규모의 튀르키예 군 계약에서 경쟁 할 것이다.

## 제원
- 승무원: 4명
- 중량: 72톤
- 길이: 10.3 m
- 높이: 2.6 m
- 너비: 3.9m
- 엔진:1500마력-1800마력(독일MTU, 튀르키예 자체 엔진)
- 주포: 55구경장 120mm 구경
- 가격: 55-60억원

## 같이 보기
- t-80
- k2 흑표
- 주력전차

틀:현용 3세대 전차